# Вера Хофманова
„Вера Хофманова” је југословенски ТВ филм из 1991. године. Режирао га је Славољуб Стефановић Раваси а сценарио је написао Синиша Ковачевић.

## Улоге
| Глумац               | Улога                   |
| -------------------- | ----------------------- |
| Горица Поповић       | Вера, патронажна сестра |
| Олга Спиридоновић    | Хеди, сликарски модел   |
| Александар Берчек    | Илија, зубни техничар   |
| Душка Стефановић     | Тања                    |
| Небојша Љубишић      | Коста, сликар           |
| Драган Јовановић     | Златан                  |
| Цвијета Месић        | Лада                    |
| Милутин Јевђенијевић | Влада                   |
| Мелита Бихали        | Илијина сестра          |
| Милан Богуновић      | Млади отац              |
| Гордана Шувак        | Жена са бебом           |